# Sharknado – Cápavihar
A Sharknado – Cápavihar (eredeti cím: Sharknado) 2013-ban bemutatott amerikai televíziós sci-fi filmvígjáték, melyet Anthony C. Ferrante rendezett. A főbb szerepekben Ian Ziering, Tara Reid és John Heard látható. A Sharknado filmsorozat első része.
A történet Los Angelesben játszódik, ahova egy különösen veszélyes tornádó érkezik: cápák ezreit ragadja ki a tengerből, ezzel rettegésben tartva a várost. 
A film alacsony költségvetése és rossz kritikái ellenére nagy hírnévre tett szert világszerte, és öt folytatást készítettek neki. A legutóbbi 2018. augusztus 19-én jelent meg.

## Cselekmény
Los Angeles felé egy eddig még soha sem látott természeti jelenség közeleg: egy cápákat szóró, hatalmas tornádó. A várost ellepi a víz, és a mindenfelé zuhanó cápák a levegőből az emberek életére törnek. Egy csapatnyi szörfös, Baz (Jaason Simmons) vezetésével Beverly Hills dombjaihoz menekülnek menedéket találni, ám a tornádók folyamatosan érkeznek, és sehol sincsenek biztonságban. Feleségével (Tara Reid) és gyerekeivel együtt állnak a harc élére, hogy megvédjék a népet a fenyegető égi csapásoktól.

## Szereplők
| Színész               | Szerep            | Magyar hang      |
| --------------------- | ----------------- | ---------------- |
| Ian Ziering           | Fin Shepard       | Schnell Ádám     |
| Tara Reid             | April Wexler      | Udvarias Anna    |
| John Heard            | George            | Ujréti László    |
| Cassandra Scerbo      | Nova Clarke       | Bognár Anna      |
| Jaason Simmons        | Baz Hogan         | Czvetkó Sándor   |
| Alex Arleo            | Bobby             |                  |
| Neil H. Berkow        | Carl Hubert       |                  |
| Israel Sáez de Miguel | Santiago kapitány | Makranczi Zalán  |
| Aubrey Peeples        | Claudia           |                  |
| Steve Moulton         | Boltos            | Schneider Zoltán |

## Fordítás
- Ez a szócikk részben vagy egészben  a   Sharknado című angol Wikipédia-szócikk ezen változatának fordításán alapul.  Az eredeti cikk szerkesztőit annak laptörténete sorolja fel. Ez a jelzés csupán a megfogalmazás eredetét és a szerzői jogokat jelzi, nem szolgál a cikkben szereplő információk forrásmegjelöléseként.